# Spoorlijn Fürstenhausen - Grube Warndt
De spoorlijn Fürstenhausen - Grube Warndt is een Duitse spoorlijn in Saarland en is als spoorlijn 3236 onder beheer van DB Netze.

## Geschiedenis
Het traject werd door de Preußische Staatseisenbahnen geopend op 1 juli 1907.  

## Aansluitingen
In de volgende plaatsen is of was er een aansluiting op de volgende spoorlijnen:
Fürstenhausen
DB 3226, spoorlijn tussen Fürstenhausen en Kraftwerk Fenne
DB 3232, spoorlijn tussen de aansluiting Saardamm en Bous
DB 3237, spoorlijn tussen Fürstenhausen en Kokerei Saarbergwerke

## Elektrificatie
Het traject werd in 1960 geëlektrificeerd met een wisselspanning van 15.000 volt 16⅔ Hz. In 1990 is de bovenleiding weer afgebroken.